# 天主教吉佐教區
天主教吉佐教區（拉丁語：Dioecesis Ghizotana），是所羅門群島一個天主教教區，包括西北部三省。屬霍尼亞拉總教區。
1959年6月11日設西所羅門群島宗座代牧區，1966年11月15日升為教區。2006年有教友10,966人，佔總人口10.4%。有五個堂區、司鐸八人。現任教區主教為盧奇亞諾·卡佩里。